# Cavaditas
Cavaditas é uma localidade portuguesa situada dentro das Cavadas na freguesia de Louriçal, Município de Pombal.

## Significado do nome
Etimológico: Cavaditas é o diminutivo de Cavadas.
Popular: Conta-se que se chama Cavaditas por ser um amarral mais pequeno, ou seja, esta localidade estava mais afastada do centro[carece de fontes?]. Cavaditas é só uma alcunha que o povo lhe colocou, porque na verdade Cavaditas chama-se Cavadas[carece de fontes?].
Existe uma zona que se chama Mouraria porque diz-se que em tempos viveram lá Mouros[carece de fontes?]. Há também uma zona que se chama Cabeço de D. Sancho porque diz-se que, em tempos, D. Sancho lá viveu[carece de fontes?].